# Pierluigi Pizzaballa
Pierluigi Pizzaballa (ur. 14 września 1939 w Bergamo) – włoski piłkarz, który występował na pozycji bramkarza.

## Kariera klubowa
Występował w klubach: Atalanta BC (1958–1966), AS Roma (1966–1969), Hellas Werona (1969–1973), A.C. Milan (1973–1976) i ponownie Atalanta Bergamo (1976–1980).
W 1959 zwyciężył wraz z Atalantą w Serie B i awansował do Serie A. Dwukrotnie zdobywał Puchar Włoch – w 1963 z Atalantą, a w 1969 z Romą.
8 maja 1974 w Rotterdamie wystąpił w zespole A.C. Milan w finale Pucharu Zdobywców Pucharów, przegranym z 1. FC Magdeburg 0:2.

## Kariera reprezentacyjna
W 1966 wystąpił jedyny raz w meczu reprezentacji Włoch, w meczu towarzyskim z reprezentacją Austrii. Był w składzie Włoch na mistrzostwa świata w 1966, ale nie wystąpił w żadnym spotkaniu, gdyż bramki Włoch bronił Enrico Albertosi.